# Nel Veerkamp
Petronella (Nel) Duijker-Smit, beter bekend onder de naam Nel Veerkamp, (Amsterdam, 15 oktober 1928 – aldaar, 9 november 2010) was een Nederlandse vrouw die bekend werd door het televisieprogramma Man bijt hond.

## Biografie
Veerkamp werd geboren als Petronella Smit en groeide op in de Amsterdamse Jordaan in een gezin van vier kinderen. Na haar middelbare school werkte ze jarenlang in de kantine van supermarkt Dirk van den Broek in Amsterdam en werd daar later ook vakkenvuller. In 1946 trouwde ze. Samen met haar echtgenoot kreeg ze zes kinderen. In 1994 stierf haar man, waarna Nel Veerkamp ging wonen bij haar dochter Hanny op een woonboot.
Landelijke bekendheid kreeg zij in 2004 in het programma Man bijt hond, toen het programma een bezoek bracht op de woonboot waar ze met haar dochter en schoonzoon woonde. Al snel ontstond toen hun eigen realitysoap De Veerkampjes.
Nel was bekend vanwege het dragen van vooral kleding met panterprints, veel roken, mopperen en haar plat Amsterdamse accent. In de serie werd zij naar haar schoonzoon Veerkamp genoemd, hoewel zij in werkelijkheid niet zo heette.
Veerkamp had haar laatste jaren last van longproblemen. Eind 2010 overleed ze. Ze is begraven op begraafplaats Vredenhof in Amsterdam.